# Тиссо, Николя
Николя Огюст Тиссо (фр. Nicolas Auguste Tissot, 1824—1907) — французский картограф, опубликовавший в своих трудах 1859 и 1881 годов анализ искажений картографических проекций. Разработал теорию эллипса искажения, названного в его честь индикатрисой Тиссо, с помощью которого производится обобщённая характеристика искажений картографических проекций.

## Биография

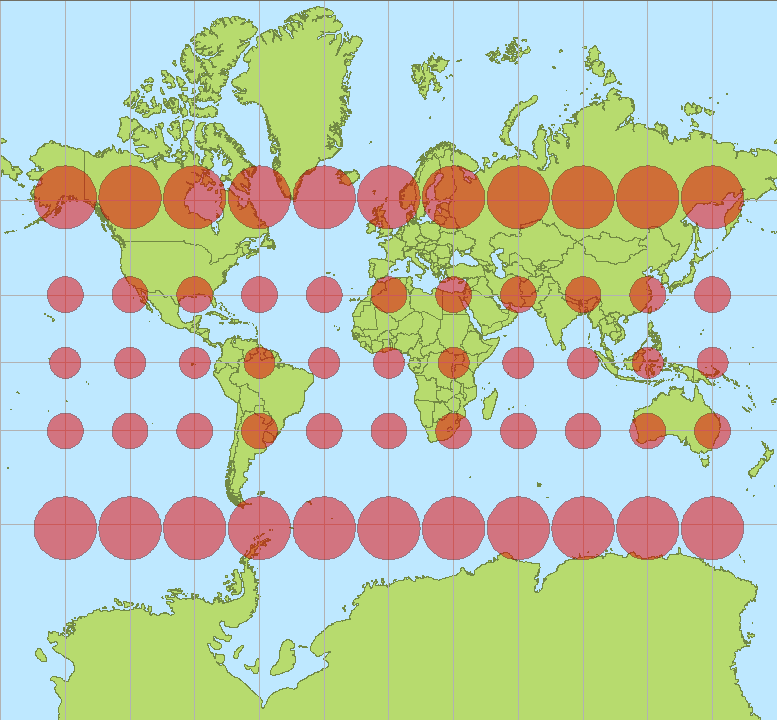
Индикатриса Тиссо для проекции Меркатора

Родился в Нанси, департамент Мёрт и Мозель. В 1841—1843 годах получил инженерное образование в знаменитой Политехнической школе, после чего служил во французской армии и преподавал в лицее Сен-Луи. В начале 1860-х годов Тиссо стал преподавателем геодезии в Политехнической школе, которую в своё время окончил. В конце 1850-х Тиссо разработал теорию, как наилучшим определить способ картографической проекции для конкретного региона и представил свои выводы Французской Академии наук.
Подход Тиссо позволял получать на картах незначительные искажения для очень небольшой области, в результате чего его метод был принят на вооружение топографической службой французской армии. Дальнейшее развитие метод Тиссо получил в его работе 1881 года «Мемуар о представлении поверхностей на географических картах» (фр. Mémoire sur la représentation des surfaces et les projections des cartes géographiques), благодаря которому индикатриса Тиссо стала популярной. В своей книге, Тиссо утверждал, что «независимо от системы трансформации, в каждой точке на сферической поверхности есть по меньшей мере одна пара взаимно перпендикулярных направлений, которые также будут ортогональны на проекции».
Суть метода Тиссо, или эллипса искажения, сводится к следующему. Искажения географической карты представляются в виде бесконечно малых эллипсов, являющихся отображением бесконечно малых окружностей на поверхности Земли. В точке нулевых искажений эллипс становится окружностью такого же размера. Изменение формы эллипса отражает степень искажения углов и расстояний, а размера — степень искажения площадей..
Теория Тиссо была благосклонно воспринята и за пределами Франции, по крайней мере в континентальной Европе, а колумнист американского журнала Science призвал читателей изучить работу Тиссо в надежде, что это «приведёт к выработке более точных прогнозов, чем те, которые используются в настоящее время».

## Публикации
- Auguste Tissot, Mémoire sur la représentation des surfaces et les projections des cartes, Gauthier-Villars, 1881